# Carry On (chanson de Norah Jones)
Pour les articles homonymes, voir Carry On.
Singles de Norah Jones
It Came Upon a Midnight Clear
(2012) Flipside
(2016)
Carry On est une chanson de la chanteuse américaine Norah Jones, parue sur son sixième album Day Breaks. Elle est sortie le 5 août 2016 comme premier single de l'album.
Carry On a été décrite comme rappelant les chansons du premier album de la chanteuse, Come Away with Me,. Le single atteint notamment la 8e du classement Billboard Adult Alternative Songs ainsi que la 37e place au Japon.

## Clip vidéo
Le clip de Carry On, réalisé par Claire Marie Vogel, est sorti le 5 août 2016,. Il met en scène un couple de personnes âgées dansant dans leur cuisine pendant que Norah Jones chante à distance.

## Accueil critique
Dans un article sur le site musical américain Idolator, Carry On est décrite comme étant du « style classique de Norah Jones, avec des sonorités flottantes, riches en piano et apaisantes, associée à un message pacifique : « oublions, laissons cela derrière nous / et continuons » (let's just forget, leave it behind / and carry on) ».

## Liste des titres
| 1. | Carry On | 2:48 |

## Crédits
Les crédits sont tirés du livret de l'album Day Breaks et du CD single,.
Enregistrement
- Enregistré aux studios Sear Sound (New York) et Brooklyn Recording (Brooklyn)
- Mixé à Electric Lady Studios (New York)
- Masterisé à Sterling Sound (New York)

Personnel
- Norah Jones – chant, écriture, piano, production
- Dr. Lonnie Smith – chœurs
- Jon Cowherd – orgue électrique (Hammond B-3)
- Brian Blade – batterie
- Chris Thomas – basse acoustique
- Eli Wolf – production
- Sarah Oda – coproduction
- Danny Clinch – photographie

## Classements
| Classement (2016)                    | Meilleure position |
| ------------------------------------ | ------------------ |
| Belgique (Flandre Ultratip 100)      | Tip                |
| Belgique (Wallonie Ultratip 50)      | 40                 |
| États-Unis (Adult Alternative Songs) | 8                  |
| France (SNEP)                        | 108                |
| Japon (Hot 100)                      | 37                 |

| Classement (2016)                    | Position |
| ------------------------------------ | -------- |
| États-Unis (Adult Alternative Songs) | 42       |